# Eje del mundo

Elementos de la esfera celeste y su eje de rotación que corta a dicha esfera en los puntos P y P'.

El eje del mundo es el eje de rotación de la esfera celeste, coincide con el eje de rotación de la Tierra siendo una extensión imaginaria del mismo; puesto que el radio de la esfera celeste, con centro en la Tierra, es teóricamente infinito, el eje del mundo –que tiene la magnitud del diámetro de la esfera celeste–, es también infinito. Dicho eje corta a la esfera celeste en dos puntos el polo norte celeste y el polo sur celeste.
De acuerdo con la latitud del observador, norte o sur, será visible el polo celeste correspondiente entre el cenit y el horizonte (puntos Z, P, y H gráfico de la derecha, para un observador del hemisferio norte, y N, P', H' para un observador del hemisferio sur, el Cenit será siempre lo que tenemos directamente arriba de nosotros y el Nadir abajo, por lo que si situamos al observador en el hemisferio sur estos se intercambian). La esfera celeste gira en 24 horas sidéreas una revolución completa en dirección este-oeste.
Por el movimiento de precesión –parecido al bamboleo de un trompo, provocado por el movimiento de la Tierra en su órbita alrededor del Sol–, se presenta un desplazamiento de los polos que, aunque lento, ya era conocido por Hiparco, constituyendo el fenómeno llamado precesión de los equinoccios. Debido a la pequeña amplitud de dicho desplazamiento, en muchas aplicaciones el eje del mundo puede considerarse como fijo.
- Datos: Q935202